# Rhipidomys wetzeli
Rhipidomys wetzeli es una especie de roedor de la familia Cricetidae.

## Distribución geográfica
Es una especie endémica de Venezuela.